# Arado Ar 195
Arado Ar 195 – niemiecki pokładowy samolot torpedowo-bombowy i rozpoznawczy z okresu II wojny światowej

## Historia
W związku z rozpoczęciem budowy niemieckiego lotniskowca Graf Zeppelin ogłoszono w 1937 roku konkurs na budowę samolotów pokładowych dla niego. Samolot miał mieć składane skrzydła oraz dawać możliwość wykorzystywania go zarówno z pokładu lotniskowca jak i z lądu. Do konkursu zaproszono wytwórnie Fieseler i  Arado Flugzeugwerke GmbH. Arado opracowała projekt samolotu torpedowo-bombowego oznaczony jako Ar 195. Projekt oparty został na konstrukcji budowanego już w wytwórni samolotu torpedowo-bombowego Arado Ar 95.
Projekt został przyjęty przez Ministerstwo Lotnictwa (RLM) i w 1937 roku zamówiono budowę trzech prototypów tego samolotu. Pierwszy prototyp został oblatany latem 1938 roku. Okazało się jednak, że jego osiągi są niższe niż planowano, pomimo tego zbudowano kolejne dwa prototypy o nieznacznych zmianach konstrukcyjnych.
W trakcie prób samolot Ar 195 porównano do budowanego w tym samym celu samolotu Fieseler Fi 167 i okazało się, że drugi z samolotów ma lepsze osiągi. W związku z tym zrezygnowano z dalszych badań samolotu. Ostatecznie zbudowano tylko 3 prototypy samolotu Ar 195.

## Użycie
Samolot Arado Ar 195 był używany tylko do prób i badań w locie.

## Opis konstrukcji
Samolot Arado Ar 195 był dwupłatem o konstrukcji mieszanej. Kadłub o konstrukcji skorupowej mieścił zakrytą kabinę załogi. Skrzydła o identycznej konstrukcji, ich końcówki były składane. Podwozie klasyczne stałe z kółkiem ogonowym i hakiem do lądowania na lotniskowcu. W przypadku wodowania istniała możliwość odstrzelenia podwozia.